# دومیتیوس مودستوس

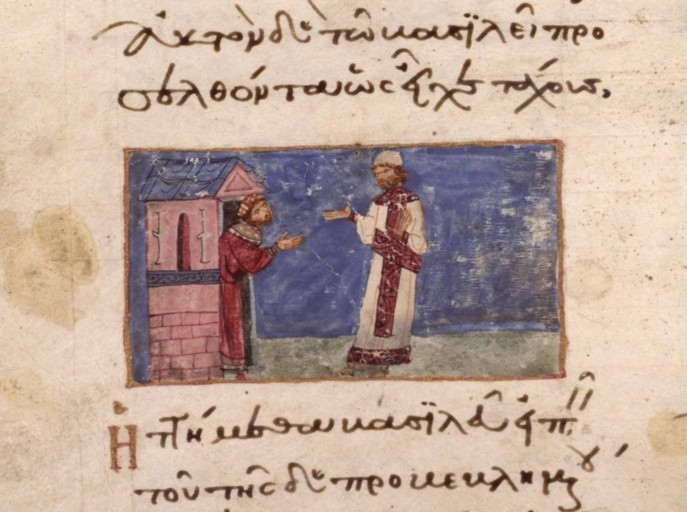
نماینده امپراتور والنس که پاسخ اسقف باسیلیو قیصریه را از دومیتیوس مودستوس دریافت می کند.

دومیتیوس مودستوس ( دوران شکوفایی ۳۵۸–۳۷۷) سیاستمدار امپراتوری روم بود . او در زمان امپراتورهای کنستانتیوس دوم ، ژولیان و والنس قرارهایی داشت و در سال ۳۷۲ کنسول بود . او که قبلاً یک بت پرست بود، تحت رهبری والنس به آریانیسم گروید و توسط والنس برای میانجیگری بین گروه های آریان و نیسنه با بازیل قیصریه فرستاده شد.

## زندگی
او تبار عربی داشت  مودستوس از سال ۳۵۸ تا ۳۶۲ اورینتیس از دیوسس شرق می‌آید و جانشین نبریدیوس می‌شود و تحت فرمان امپراتورهای کنستانسیوس دوم و ژولیان خدمت می‌کند. در سال ۳۵۹ او رئیس کمیسیونی در بیت‌شئان بود و در این دفتر با ظلم متهمان را قضاوت کرد.
زمانی که او در انطاکیه بود، ژولیان مودستوس را به عنوان پرافکتوس اوربی شهر قسطنطنیه منصوب کرد، منصبی که او از سال ۳۶۲ تا ۳۶۳ بر عهده داشت.
در زمان امپراتور والنس ، وی فرمانداری پرایتوری شرق (۳۶۹-۳۷۷) و کنسول در سال ۳۷۲ بود. او در دوران ریاست خود به عنوان بخشدار پراتوری، ساختمان کیسترنا مودستیاکا (آب انباری که با سارادکانه شناخته می‌شود) را تکمیل کرد، که ساخت آن توسط معمار هلپیدیوس در سال ۳۶۳ آغاز شد، در حالی که مودستوس در آن زمان پرافکتوس اوربی بود.
در سال ۳۷۱ به ریاست کمیسیونی منصوب شد که قرار بود برخی از افسران عالی رتبه را که متهم به انجام سحر و جادو بودند، به ویژه به دلیل مشورت با یک فالگیر برای یادگیری نام جانشین امپراتور والنس، قضاوت کند. مودستوس بسیار ظالمانه عمل کرد و مردم بیگناه را شکنجه کرد و به این ترتیب از آنها اعتراف گرفت. کنسولگری او در سال بعد، احتمالاً پاداشی برای مدیریت او در این روند بود.
علیرغم این واقعیت که او به شدت با افسران بت پرست ارتباط داشت و در زمان امپراتور بت پرست ژولیان یک بت پرست بود، در زمان والنس به آریانیسم ، مذهب امپراتور گروید. والنس مودستوس را برای ملاقات با اسقف نیقیه بازیل قیصریه فرستاد تا میان دو مذهب مخالف مسیحی میانجیگری کند، اما باسیل نپذیرفت. سپس والنس به مودستوس دستور داد تا علیه اسقف خشونت آمیز استفاده کند، اما او این کار را نکرد.
او مخاطب ۳۷ نامه توسط لبیانیوس بوده است.